# Neoris zuleika
Neoris zuleika är en fjärilsart som beskrevs av Hope 1843. Neoris zuleika ingår i släktet Neoris och familjen påfågelsspinnare. Inga underarter finns listade i Catalogue of Life.